# Abejera (Zamora)
Abejera de Tábara (en Tabarés Abeyera) es una localidad española del municipio de Riofrío de Aliste, pero pertenece a la comarca de Tábara en la provincia de Zamora y la comunidad autónoma de Castilla y León.

## Localización
Abejera se encuentra enclavada en la sierra de la Culebra, en las faldas de la sierra de Sesnández, al este de la capital municipal.

## Historia
Fue fundada en 1541 por el señorío de Tábara, de quien dependió hasta la supresión del mismo. Así, durante la Edad Moderna, Abejera se integraba en el Partido de Tábara, tal y como recoge Tomás López en su Mapa de la Provincia de Zamora de 1773, hecho por el cual la localidad es popularmente conocida como Abejera de Tábara.
En el siglo XIX, al crearse las actuales provincias en la división provincial de 1833, Abejera quedó encuadrado en la provincia de Zamora, dentro de la Región Leonesa, siendo adscrito un año después al partido judicial de Alcañices, al cual perteneció hasta 1983, cuando fue suprimido el mismo e integrado en el Partido Judicial de Zamora. En torno a 1850, Abejera se integró en el municipio de Riofrío.
A comienzos del siglo XX, los vecinos de esta localidad adquirieron el monte de «El Casal», lo que les permitió contar con pastos propios y un cierto despegue económico.

## Patrimonio
Abejera cuenta con una notable muestra de arquitectura popular alistana, con casas construidas con piedra de mampostería y grandes corrales para la guarda del ganado. De su patrimonio, destacan la iglesia parroquial y la ermita de la Vera Cruz, actualmente reformados. Junto a la iglesia, se encuentra el tronco de un olmo, o negrillo según la denominación popular en la zona, bajo cuyas ramas se celebraban los concejos de esta localidad.
En su término, se encuentra la estación de Abejera, apeadero ferroviario situado en la Línea Zamora-La Coruña que cuenta con servicios de media distancia. El apeadero se compone de un pequeño refugio cuyo equipamiento se limita a dos bancos y que cuenta únicamente con un andén lateral al que accede la vía principal.
Además, todos los años se celebra una mascarada popular que se identifica con el acervo cultural propio de la zona: los Cencerrones. En otra época se encargaban de llevarlos a cabo los jóvenes pertenecientes a la quinta de los mozos, pero con el tiempo y debido a la falta de población joven de un mismo año, han acabado siendo realizados por gente de diversa edad. La responsabilidad pasa de generación en generación. Tiene lugar el 1 de enero en la plaza de la Iglesia, y sus componentes son el Cencerrón, vestido con una máscara y que porta unas largas tenazas; la Filandorra, que se encarga de echar puñados de ceniza; la Madama y el Galán, vestidos con trajes regionales; el Ciego y el Molacillo, que visten trajes fabricados con tiras de colores y protagonizan las escenas más cómicas; y el gitano, que va intentando vender un burro y haciendo gran cantidad de bromas. Durante la celebración del acto se intercalan las peleas entre Cencerrón y Filandorra contra los Ciegos y el Gitano, con estos tres últimos entonando cantares que se escriben cada año con las noticias o sucesos más importantes, y que siempre van teñidos de picardía.

## Evolución demográfica
| 2000 | 2001 | 2002 | 2003 | 2004 | 2005 | 2006 | 2007 | 2008 | 2009 | 2010 | 2011 | 2012 |
| 239  | 231  | 220  | 207  | 202  | 197  | 197  | 187  | 182  | 172  | 168  | 163  | 155  |

## Transportes

### Ferrocarril
Existe un apeadero en las inmediaciones de la localidad en el que efectúan parada trenes de media distancia.